# Prionopelta
Prionopelta es un género de hormigas, familia Formicidae. Se distribuyen por el Neotrópico, el África subsahariana, la región indomalaya y Oceanía.

## Especies
Se reconocen las siguientes:
- Prionopelta aethiopica Arnold, 1949
- Prionopelta amabilis Borgmeier, 1949
- Prionopelta amieti Terron, 1974
- Prionopelta antillana Forel, 1909
- Prionopelta brocha Wilson, 1958
- Prionopelta descarpentriesi Santschi, 1924
- Prionopelta humicola Terron, 1974
- Prionopelta kraepelini Forel, 1905
- Prionopelta laurae Overson & Fisher, 2015
- Prionopelta majuscula Emery, 1897
- Prionopelta marthae Forel, 1909
- Prionopelta media Shattuck, 2008
- Prionopelta modesta Forel, 1909
- Prionopelta opaca Emery, 1897
- Prionopelta punctulata Mayr, 1866
- Prionopelta robynmae Shattuck, 2008
- Prionopelta seychelles Overson & Fisher, 2015
- Prionopelta subtilis Overson & Fisher, 2015
- Prionopelta talos Overson & Fisher, 2015
- Prionopelta vampira Overson & Fisher, 2015
- Prionopelta xerosilva Overson & Fisher, 2015